# 미드소머 머더스
《미드소머 머더스》(영어: Midsomer Murders)는 1997년부터 현재까지 방영되고 있는 영국의 드라마이다.